# Grächen
Grächen es una comuna suiza del cantón del Valais, localizada en el distrito de Visp. Limita al norte con la comuna de Törbel, al noreste con Stalden, al este con Eisten, al sur y suroeste con Sankt Niklaus, y al noroeste con Embd.

## Historia
Grächen se menciona por primera vez en 1210 como de Grachan en un libro. Grächen se desarrolló al paso de los años como una comunidad de agricultores, rindiendo homenaje a varios señores feudales, hasta que por fin llegaron a su independencia como comunidad (del obispo de Sion) en el siglo XIX.
Thomas Platter, un ciudadano de Grächen muy famoso del siglo XVI, publicó su autobiografía en la que describió su vida desde sus humildes comienzos como un cabrero a una existencia realizada como señor de un feudo, maestro de la tradición a base de hierbas y director de una escuela. Su hijo Felix Platter se convirtió en un famoso médico y anatomista.

## Geografía
Grächen tiene un área de 14,3 kilómetros cuadrados (5,5 millas cuadradas). De esta superficie solo el 13,7% se utiliza para fines agrícolas, mientras que el 53,7% está cubierta de bosques y áreas verdes, mientras que en el 5,1% se encuentran viviendas, edificios y caminos, el 27,5% restante son tierras improductivas.
El municipio está situado en el distrito de Visp, en una terraza debajo del Glaciar Ried, que se extiende unos 5 km (3,1 millas) de Ried a Bärgji y es aproximadamente 1 km (0,62 millas).

## Demografía
Grächen tiene una población (a diciembre de 2012), de 1408 personas. en 2008, el 6,4% de la población eran extranjeros que residían en la comuna. En los últimos 10 años (2000-2010) la población ha cambiado a un ritmo del -1,7%. Ha cambiado a una tasa del 1,6% debido a la migración de una tasa del 0,9%, debido a los nacimientos y las muertes.
El 98,0%(1229 personas) de la población habla alemán como su primer idioma, el holandés es el segundo más común 0,9%(11 personas) y el francés es el tercer idioma más hablado correspondiente al 0,3% (4 personas). Hay 1 persona que habla italiano y 1 persona que habla romanche.
En 2008, la población era de 48,4% hombres y 51,6% mujeres. La población estuvo conformada por 603 hombres suizos (44,2% de la población) y 58 (4,2%) hombres no suizos. Había 650 mujeres suizas (47,6%) y 54 (4,0%) mujeres no suizas. De la población en el municipio, 70,8% (888 personas) nacieron en Grächen y vivían allí en 2000. Había 214 o el 17,1% que han nacido en el mismo cantón, mientras que el 96 o el 7,7% nacieron en otro lugar en Suiza, y el 42 o el 3.3% nació fuera de Suiza. A partir de 2000, los niños y adolescentes (0-19 años) representan el 26,2% de la población, mientras que los adultos (20-64 años) representan el 60,3% y el de la tercera edad (mayores de 64 años) representan solo el 13,6%.
En el año 2000, había 521 personas que eran solteros. Había 624 individuos casados, 69 viudos y 40 personas divorciadas. Había 477 casas privadas en el municipio, y un promedio de 2,6 personas por hogar. Había 118 hogares que eran ocupados por una sola persona y 43 casas con cinco o más personas, un total de 456 apartamentos (31,9% del total) permanentemente se ocupaba, mientras 890 apartamentos (62,3%) fueron ocupados por temporadas y 83 apartamentos (5,8%) estaban vacíos. La tasa de construcción de nuevas unidades de vivienda fue de 35.2 unidades nuevas por cada 1.000 habitantes y la tasa de desocupación en 2010, fue de 1,17%.
La población histórica se presenta en el cuadro siguiente:

## Clima
Entre 1961 y 1990 Grächen tuvo un promedio de 84,1 días de lluvia o de nieve por año y en promedio recibió 523 mm (20,6 pulgadas) de precipitaciones. El mes más lluvioso es noviembre durante el cual Grächen recibe un promedio de 55 mm (2,2 pulgadas) de lluvia o nieve. Durante ese mes se produce la precipitación de un promedio de 6,9 días. El mes con más días de precipitación es agosto, con un promedio de 8.6, pero con sólo 53 mm (2,1 pulgadas) de lluvia o nieve. El mes más seco del año fue enero con una media de 32 mm (1,3 pulgadas) de precipitación por más de 6,2 días.
| Parámetros climáticos promedio de Grächen (1981-2010) | Parámetros climáticos promedio de Grächen (1981-2010) | Parámetros climáticos promedio de Grächen (1981-2010) | Parámetros climáticos promedio de Grächen (1981-2010) | Parámetros climáticos promedio de Grächen (1981-2010) | Parámetros climáticos promedio de Grächen (1981-2010) | Parámetros climáticos promedio de Grächen (1981-2010) | Parámetros climáticos promedio de Grächen (1981-2010) | Parámetros climáticos promedio de Grächen (1981-2010) | Parámetros climáticos promedio de Grächen (1981-2010) | Parámetros climáticos promedio de Grächen (1981-2010) | Parámetros climáticos promedio de Grächen (1981-2010) | Parámetros climáticos promedio de Grächen (1981-2010) | Parámetros climáticos promedio de Grächen (1981-2010) |
| Mes                                                   | Ene.                                                  | Feb.                                                  | Mar.                                                  | Abr.                                                  | May.                                                  | Jun.                                                  | Jul.                                                  | Ago.                                                  | Sep.                                                  | Oct.                                                  | Nov.                                                  | Dic.                                                  | Anual                                                 |
| ----------------------------------------------------- | ----------------------------------------------------- | ----------------------------------------------------- | ----------------------------------------------------- | ----------------------------------------------------- | ----------------------------------------------------- | ----------------------------------------------------- | ----------------------------------------------------- | ----------------------------------------------------- | ----------------------------------------------------- | ----------------------------------------------------- | ----------------------------------------------------- | ----------------------------------------------------- | ----------------------------------------------------- |
| Temp. máx. media (°C)                                 | 2.8                                                   | 3.5                                                   | 6.6                                                   | 9.8                                                   | 14.7                                                  | 18.5                                                  | 21.1                                                  | 20.4                                                  | 16.7                                                  | 12.5                                                  | 6.2                                                   | 3.0                                                   | 11.3                                                  |
| Temp. media (°C)                                      | -2.0                                                  | -1.7                                                  | 1.2                                                   | 4.4                                                   | 9.1                                                   | 12.5                                                  | 15.0                                                  | 14.5                                                  | 11.1                                                  | 7.1                                                   | 1.5                                                   | -1.2                                                  | 6.0                                                   |
| Temp. mín. media (°C)                                 | -5.2                                                  | -5.2                                                  | -2.7                                                  | 0.3                                                   | 4.6                                                   | 7.7                                                   | 10.2                                                  | 10.0                                                  | 7.0                                                   | 3.7                                                   | -1.3                                                  | -4.2                                                  | 2.1                                                   |
| Precipitación total (mm)                              | 38                                                    | 32                                                    | 41                                                    | 48                                                    | 68                                                    | 54                                                    | 48                                                    | 58                                                    | 48                                                    | 59                                                    | 49                                                    | 45                                                    | 589                                                   |
| Nevadas (cm)                                          | 43.5                                                  | 34.5                                                  | 28.4                                                  | 27.1                                                  | 7.3                                                   | 0.3                                                   | 0                                                     | 0                                                     | 0.5                                                   | 6.3                                                   | 30.7                                                  | 43.6                                                  | 222.2                                                 |
| Días de precipitaciones (≥ 1.0 mm)                    | 6.6                                                   | 6.2                                                   | 6.5                                                   | 6.6                                                   | 9.2                                                   | 8.4                                                   | 8.3                                                   | 8.8                                                   | 6.8                                                   | 7.0                                                   | 6.4                                                   | 7.2                                                   | 88.0                                                  |
| Días de nevadas (≥ 1.0 cm)                            | 6.8                                                   | 6.4                                                   | 5.1                                                   | 3.2                                                   | 0.9                                                   | 0                                                     | 0                                                     | 0                                                     | 0.1                                                   | 1.1                                                   | 4.4                                                   | 6.9                                                   | 34.9                                                  |
| Humedad relativa (%)                                  | 62                                                    | 62                                                    | 62                                                    | 63                                                    | 64                                                    | 63                                                    | 62                                                    | 65                                                    | 67                                                    | 66                                                    | 67                                                    | 65                                                    | 64                                                    |
| Fuente: MeteoSwiss                                    |                                                       |                                                       |                                                       |                                                       |                                                       |                                                       |                                                       |                                                       |                                                       |                                                       |                                                       |                                                       |                                                       |